# Carme
Carme (JXI) är en av Jupiters månar. Den upptäcktes i juli 1938 av Seth Barnes Nicholson vid Mount Wilson-observatoriet i Kalifornien. I den grekiska mytologin var Karme en nymf som älskades av Zeus.
Carme fick inte sitt nuvarande namn förrän 1975; innan dess var den enbart känd som "Jupiter XI".
Den har givit namn åt Carme-gruppen som är en grupp av oregelbundna månar som roterar kring Jupiter i retrograda banor på ett avstånd mellan 23 000 000 km och 24 000 000 km med en lutning på cirka 165°. 